# ORC6
Комплекс препознавања места почетка, подјединица 6 је протеин који је код људи кодиран ORC6 геном.
Овај ген је подјединица ORC комплекса. Показано је да су ORC6 и ORC1 лабаво повезани са сржним комплеском који саржи ORC2. Студије генског блокирања дејством мале интерферирајуће РНК су показале да овај протеин има есенцијалну улогу у координацији хромозомске репликације сегрегације.